# Élections européennes de 2024 en Finlande
Pour un article plus général, voir Élections européennes de 2024.
Les élections européennes de 2024 en Finlande se déroulent les 8 et 9 juin 2024 afin d'élire les 15 députés européens représentant la Finlande à la dixième législature du Parlement européen, sur les 720 eurodéputés qui composent le Parlement.

## Contexte
En Finlande, les élections européennes ont lieu quatre mois après l'élection présidentielle de 2024. À la suite d'une décision du Conseil européen, qui augmente le nombre de sièges au Parlement européen de 705 à 720, la Finlande reçoit un siège en plus, pour un total de quinze députés européens.

## Système électoral
La Finlande utilise lors des élections européens un système de représentation proportionnelle avec vote préférentiel (nommé « voix locomotives » en finnois) à l'échelle du pays. Les partis présentent des listes ouvertes, ce qui signifie que les électeurs peuvent panacher, en votant pour des candidats de différentes listes. Lors du dépouillement, les suffrages reçus par chaque candidat sont comptés premièrement pour le parti et deuxièmement pour les candidats. La distribution des sièges est effectuée selon la méthode D'Hondt et les candidats sont sélectionnés sur la base de leur rang de popularité (suffrages reçus individuellement) à l'intérieur des listes participant à la distribution des sièges.

## Campagne

### Candidats et partis
| Parti politique | Parti politique                           | Positionnement et idéologie                                      | Dirigeant            | Affiliation européenne | Députés sortants | Députés sortants |
| Parti politique | Parti politique                           | Positionnement et idéologie                                      | Dirigeant            | Affiliation européenne | Nombre           | Groupe politique |
| --------------- | ----------------------------------------- | ---------------------------------------------------------------- | -------------------- | ---------------------- | ---------------- | ---------------- |
|                 | Parti de la coalition nationale (Kok)     | Centre droit Libéral conservatisme                               | Petteri Orpo         | PPE                    | 3 / 14           | PPE              |
|                 | Parti du centre (Kesk)                    | Centre Social libéralisme, agrarisme                             | Annika Saarikko      | ALDE                   | 3 / 14           | ADLE             |
|                 | Parti des Finlandais (PS)                 | Droite National-conservatisme, Populisme de droite               | Riikka Purra         | ACRE                   | 2 / 14           | CRE              |
|                 | Parti social-démocrate (SPD)              | Centre gauche Social-démocratie                                  | Antti Lindtman       | PSE                    | 2 / 14           | S&D              |
|                 | Ligue verte (Vihr)                        | Centre gauche Écologie politique                                 | Sofia Virta          | PVE                    | 2 / 14           | Verts/ALE        |
|                 | Alliance de gauche (Vas)                  | Gauche à gauche radicale Socialisme démocratique, Écosocialisme  | Li Andersson         | PGE                    | 1 / 14           | GUE/NGL          |
|                 | Parti populaire suédois de Finlande (SFP) | Centre Libéralisme, Défense des intérêts des suédois de Finlande | Anna-Maja Henriksson | ALDE                   | 1 / 14           | ADLE             |

## Résultats
|                          |                                         |           |       |       |        |               |           |
| Parti ou coalition       | Parti ou coalition                      | Voix      | %     | +/-   | Sièges | +/-           | Groupe    |
|                          | Parti de la coalition nationale         | 453 636   | 24,80 | 4,00  | 4      | 1             | PPE       |
|                          | Alliance de gauche                      | 316 859   | 17,32 | 10,42 | 3      | 2             | GUE/NGL   |
|                          | Parti social-démocrate de Finlande      | 272 034   | 14,87 | 0,27  | 2      | en stagnation | S&D       |
|                          | Parti du centre                         | 215 165   | 11,76 | 1,74  | 2      | en stagnation | RE        |
|                          | Ligue verte                             | 206 332   | 11,28 | 4,72  | 2      | 1             | Verts/ALE |
|                          | Parti des Finlandais                    | 139 160   | 7,61  | 6,19  | 1      | 1             | ID        |
|                          | Parti populaire suédois de Finlande     | 112 245   | 6,14  | 0,16  | 1      | en stagnation | RE        |
|                          | Chrétiens-démocrates                    | 75 426    | 4,12  | 0,78  | 0      | en stagnation |           |
|                          | Alliance de la liberté (en)             | 16 717    | 0,91  | Nv    | 0      | en stagnation |           |
|                          | Mouvement maintenant                    | 9 641     | 0,53  | Nv    | 0      | en stagnation |           |
|                          | Parti libéral – Liberté de choisir (en) | 7 139     | 0,39  | 0,19  | 0      | en stagnation |           |
|                          | Parti communiste de Finlande            | 2 815     | 0,15  | 0,05  | 0      | en stagnation |           |
|                          | The Open Party (en)                     | 1 273     | 0,07  | Nv    | 0      | en stagnation |           |
|                          | Parti de la vérité (en)                 | 807       | 0,04  | Nv    | 0      | en stagnation |           |
|                          |                                         |           |       |       |        |               |           |
| Votes valides            | Votes valides                           | 1 829 249 | 99,65 |       |        |               |           |
| Votes blancs et nuls     | Votes blancs et nuls                    | 6 513     | 0,35  |       |        |               |           |
| Total                    | Total                                   | 1 835 762 | 100   | -     | 15     | 1             |           |
| Abstentions              | Abstentions                             | 2 710 827 | 59,62 |       |        |               |           |
| Inscrits / Participation | Inscrits / Participation                | 4 546 589 | 40,38 |       |        |               |           |